# Robert Watson-Watt
Robert Alexander Watson-Watt, KCB, FRS, FRAeS (13 de abril de 1892 - 5 de Dezembro de 1973) é considerado por muitos como o inventor do radar. (O nome do hífen é usado aqui por razões de coerência, embora esta não foi adotada até que ele foi nomeado cavaleiro em 1942.) Desenvolvimento de radar , inicialmente sem nome, foi iniciado em outros lugares, mas muito expandida em 1 de setembro de 1936, quando Watson-Watt tornou-se superintendente de um novo estabelecimento sob a British Air Ministry , Bawdsey estação de pesquisa localizada na Bawdsey Manor , perto de Felixstowe , Suffolk . Trabalho não resultaram na concepção e instalação de detecção de aeronaves e estações de rastreamento chamado Chain Home ao longo da costa leste e sul da Inglaterra, em tempo para a eclosão da Segunda Guerra Mundial em 1939. Esse sistema forneceu a informação prévia vital que ajudou a Royal Air Force vencer a Batalha da Grã-Bretanha .

## Primeiros anos
Nascido em Brechin, Angus, na Escócia, Watson-Watt era descendente de James Watt, o famoso engenheiro e inventor do motor a vapor . Depois de frequentou a Escola Primária Damacre e a Brechin High School, ele foi aceito para o University College Dundee (que era então parte da Universidade de St Andrews , mas tornou-se a Universidade de Dundee , em 1967). Graduou-se com um bacharelato em engenharia em 1912, e foi oferecido um estágio pelo professor William Peddie. Foi Peddie que o incentivou a estudar rádio, ou "telegrafia sem fio", como era então conhecido.

## Primeiros experimentos
Em 1915 Watson-Watt queria trabalho com o Ministério da Guerra, mas nada óbvio estava disponível nas comunicações. Ao contrário, ele se juntou ao Instituto de Meteorologia, que estavam interessados em suas ideias sobre o uso do rádio para a detecção de trovoadas. O relâmpago emite um sinal de rádio, uma vez que ioniza o ar, e ele planejou para a deteção deste sinal para avisar os pilotos da aproximação de trovoadas.
Suas primeiras experiências foram bem sucedidas na detecção do sinal, e ele rapidamente provou ser capaz de fazê-lo em longas distâncias. Dois problemas permaneceu, no entanto. A primeira foi a localização do sinal e, assim, a direção da tempestade. Isso foi resolvido com o uso de um direcional da antena , que pode ser girado manualmente para maximizar (ou minimizar) o sinal, portanto, "apontando" para a tempestade. Uma vez que isto foi resolvido o problema igualmente difícil de ver realmente o sinal fugaz tornou-se óbvio, que ele resolveu com o uso de raios catódicos osciloscópio com uma longa duração de fósforo . Esse sistema representou uma parte significativa de um completo sistema de radar, e estava em uso já em 1923. Seria, no entanto, a necessidade de adição de um transmissor de impulsos e um método de medição do tempo de atraso dos ecos recebidos de rádio, e que em tempo de vir trabalhar em ionossondas.
No começo, ele trabalhava na estação sem fio do Ministério da Aeronáutica Serviço Meteorológico em Aldershot, Inglaterra. Em 1924, quando o Departamento de Guerra notificou que pretendiam voltar a ocupar seu site Aldershot, mudou-se para Ditton Park perto de Slough em Berkshire. O National Physical Laboratory (NPL), já havia uma estação de pesquisa lá. Em 1927, eles foram reunidos como a Rádio Estação de Pesquisa , com Watson-Watt em carga. Após uma nova re-organização em 1933, Watson-Watt tornou-se superintendente do Departamento de Rádio de NPL em Teddington .

## Radar

### O problema de defesa aérea
Em 1934, o Ministério da Aeronáutica criou uma comissão presidida por Sir Henry Tizard para avançar o estado da arte da defesa aérea do Reino Unido. Durante a I Guerra Mundial os alemães haviam utilizado Zeppelins como bombardeiros de longo alcance sobre Londres e outras cidades, e as defesas tiveram dificuldades para conter a ameaça. Desde que a capacidade da aeronave o tempo tinha melhorado consideravelmente, e as armas existentes eram susceptíveis de ter qualquer efeito sobre o ataque.
A perspectiva de bombardeio de áreas civis estava causando a ansiedade do governo com bombardeiros pesados capazes de abordar a partir de altitudes que baterias antiaéreas do dia não puderam chegar. Com os campos de pouso a apenas 20 minutos, os bombardeiros teriam largaram as suas bombas e estar retornando para a base antes de interceptar os caças poderiam chegar a altitude. A única solução seria ter parado patrulhas de caças no ar em todos os momentos, mas com o tempo limitado de cruzeiro de um lutador isso exigiria uma força permanente gigantesco. Uma solução plausível era urgentemente necessária.
Alemanha nazista foi espalhado boatos para ter um "raio da morte" através de ondas de rádio que foi capaz de destruir vilas, cidades e pessoas. Em janeiro de 1935, Wimperis, Director de Investigação Científica do Ministério de ar, pediu Watson-Watt sobre a possível construção de sua versão da morte-ray, especificamente para ser usada contra aeronaves. Watson-Watt retornou rapidamente um cálculo realizado pelo seu assistente, Arnold Wilkins , mostrando que o dispositivo era impossível construir, e os temores de uma versão nazista logo desapareceu. No entanto, ele também mencionou no mesmo relatório: "Enquanto isso, a atenção está voltada para a ainda difícil, mas menos promissor, o problema de detecção de rádio e considerações numéricas sobre o método de detecção por ondas de rádio refletidas será apresentado quando for necessário."

### Aeronaves detecção e localização

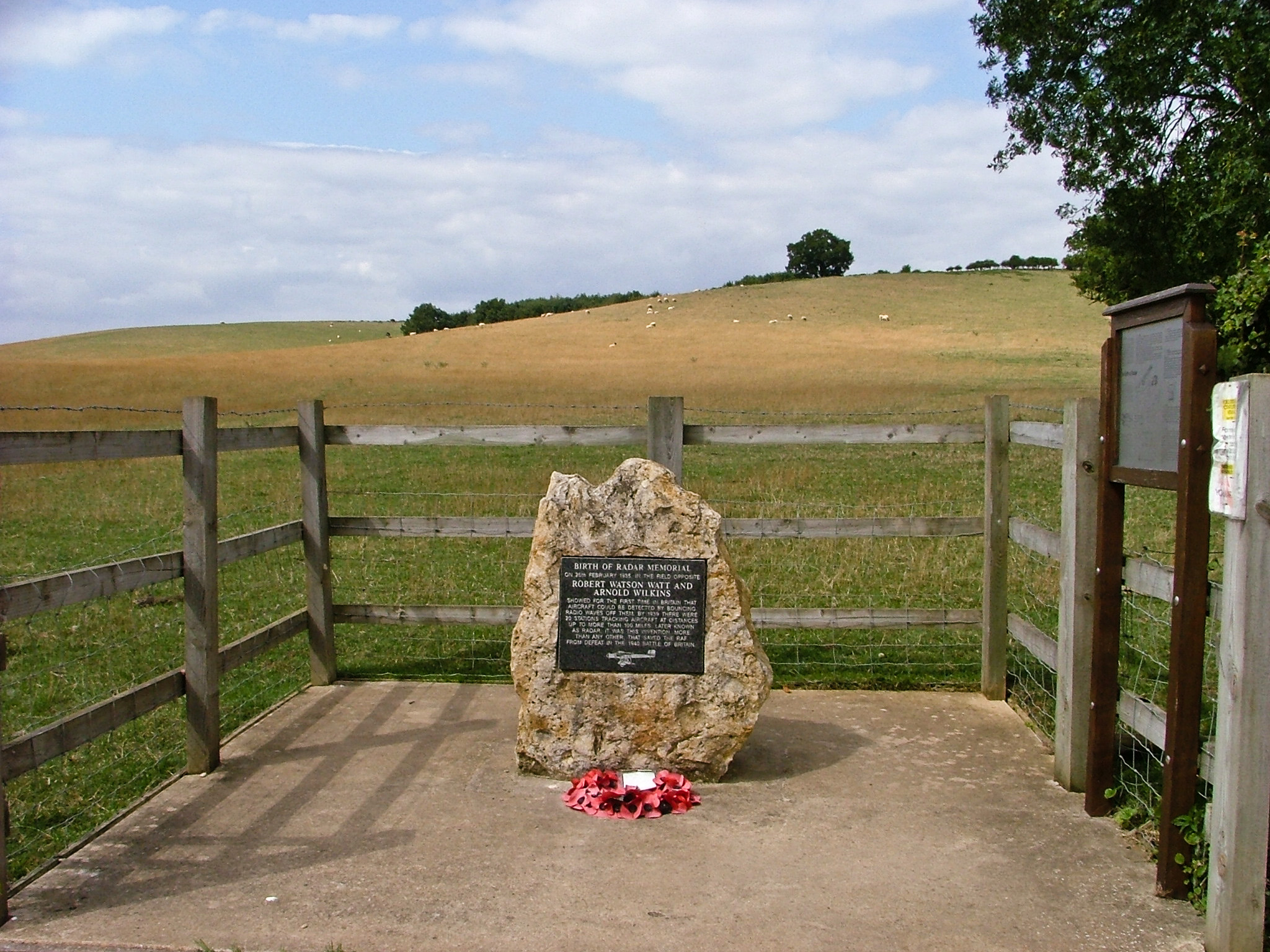
Memorial no site da RADAR primeiras experiências bem sucedidas.

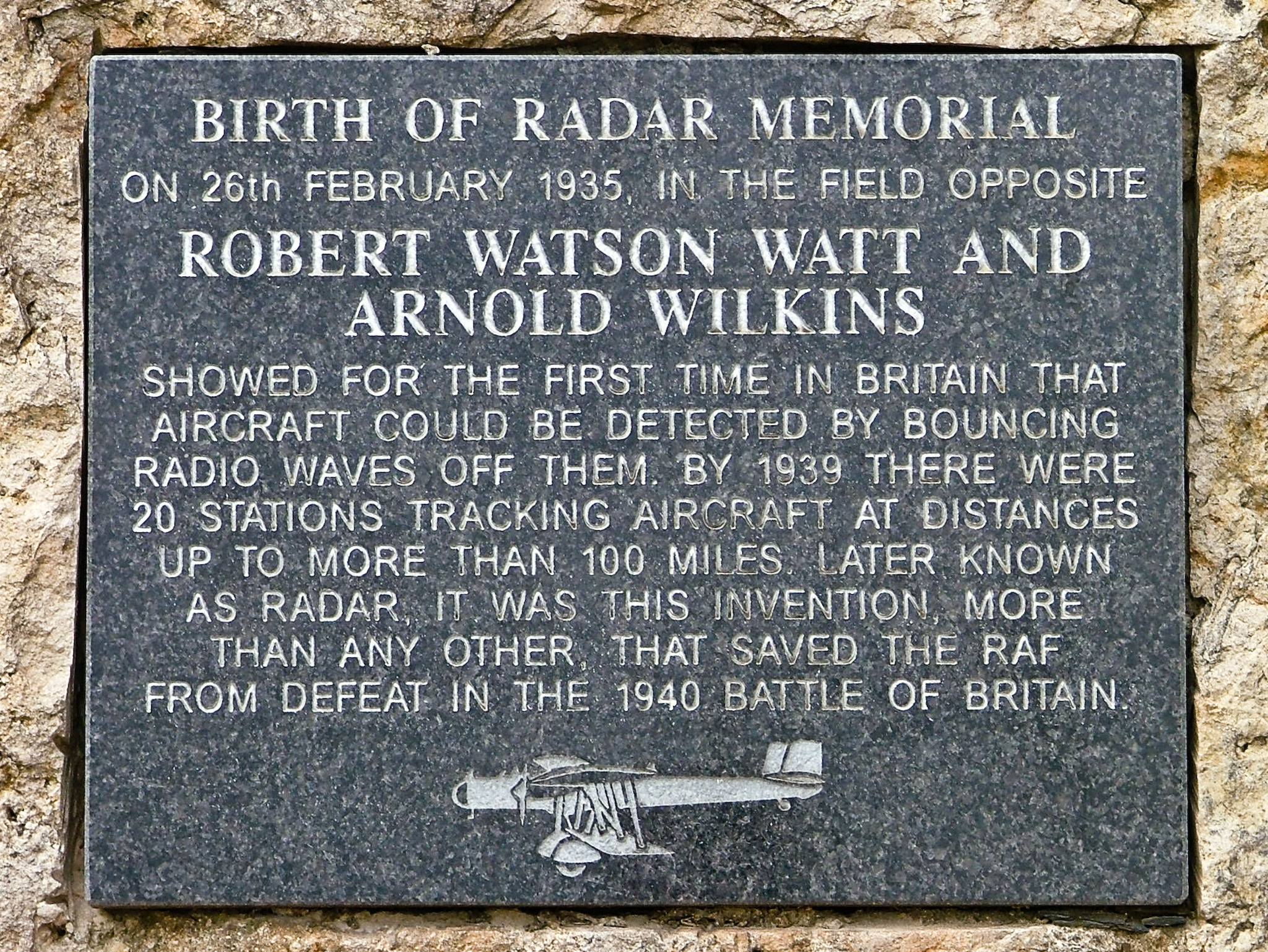
Placa memorial

Em 12 de fevereiro de 1935, Watson-Watt enviou um memorando secreto do sistema proposto para o Ministério da Aeronáutica , sob a epígrafe de detecção e localização de aeronaves por métodos de rádio. Apesar de não ser tão emocionante quanto o suposto raio da morte, o conceito claramente tinha potencial, mas o Ministério da Aeronáutica, antes de dar financiamento, pediu uma manifestação que comprovasse que as ondas de rádio poderiam ser refletidas por uma aeronave. O experimento foi preparado em 26 de Fevereiro e consistia de duas antenas de recepção localizada a cerca de 10 km de distância de uma estação de radiodifusão em ondas curtas da BBC, em Daventry. As duas antenas foram eliminadas de tal forma que os sinais viajam diretamente da estação se fora cancelado, mas os sinais que chegam de outros ângulos foram admitidos, desviando assim o rastreamento em um CRT indicador ( radar passivo ). Esse foi o segredo do teste que apenas três pessoas testemunharam: Watson-Watt, seu assistente Arnold Wilkins, e um único membro da comissão, AP Rowe. A manifestação foi um sucesso, em várias ocasiões, um sinal claro foi visto a partir de um Handley Page Heyford bombardeiro de ser levado ao redor do local. Sobretudo, o primeiro-ministro , Stanley Baldwin , foi mantido em silêncio informado sobre o progresso do radar. Em 2 de abril de 1935, Watson-Watt recebeu uma patente sobre um aparelho de rádio para detectar e localizar uma aeronave.
Em meados de maio de 1935, Wilkins deixou a Rádio Estação de Pesquisa com um pequeno grupo, incluindo Edward George Bowen , para iniciar a investigação em Orford Ness , uma península isolada na costa do Mar do Norte. Em junho eles foram a detecção de aeronaves em 27 km, o que foi suficiente para cientistas e engenheiros para parar todos os trabalhos concorrentes na detecção baseada em sistemas de som . Até o final do ano, a variação foi de até 100 km, em que ponto os planos foram feitos em dezembro a criação de cinco estações que cobrem as abordagens para Londres.
Uma dessas estações era para ser localizada na costa perto de Orford Ness, e Bawdsey Manor foi selecionado para se tornar o principal centro de todas as pesquisas radar. Em um esforço para colocar um radar de defesa no lugar o mais rapidamente possível, Watson-Watt e sua equipe criaram dispositivos existentes usando componentes disponíveis, ao invés de criar novos componentes para o projeto, e a equipe não teve tempo para aperfeiçoar e melhorar a dispositivos. Enquanto os radares estavam em condição de protótipo funcional foram colocados em produção. Eles logo realizado "escala total" testes de um radar fixo torre de rádio do sistema que logo seria conhecido como Cadeia Home , um sistema de detecção precoce que tentou detectar um bombardeiro de entrada por sinais de rádio. Os testes foram um completo fracasso, com o único lutador a ver o homem-bomba, após ter passado o seu alvo. O problema não era o radar, mas o fluxo de informações de trackers do Corpo de Observadores para os lutadores, que teve várias etapas e foi muito lento. Henry Tizard com Patrick Blackett e Hugh Dowding imediatamente a trabalhar sobre este problema, criando um comando de defesa aérea e controle de sistema de comunicação com várias camadas de informação que acabaram por ser enviados para um único quarto grande para o mapeamento. Observadores ver os mapas, então, contar os grupos de combate que fazer via comunicação direta.[carece de fontes?]
Em 1937 as três primeiras estações estavam prontos e o sistema associado foi posta à prova. Os resultados foram encorajadores e um fim imediato pelo governo à comissão um adicional de 17 estações foi determinado, resultando em uma cadeia de torres de radares fixos ao longo da costa leste e no sul da Inglaterra. No início da II Guerra Mundial, 19 estavam prontos para desempenhar um papel-chave na Batalha da Inglaterra , e até o final da guerra, mais de 50 anos tinha sido construída. Os alemães estavam conscientes da construção da Cadeia Home mas não tinham certeza de sua finalidade. Eles testaram as suas teorias com um voo do Zeppelin LZ 130, mas foram concluídas as estações de um novo longa distância no sistema de comunicações navais.
Já em 1936, percebeu-se que a Luftwaffe iria virar a noite, bombardeios se a campanha de dia não correu bem, e Watson-Watt tinha colocado outro da equipe da Rádio Research Station, Edward Bowen, responsável pelo desenvolvimento de um radar que poderiam ser transportadas por um lutador. Noite de detecção visual de um homem-bomba era bom para cerca de 300 m, e os atuais sistemas de Home Cadeia simplesmente não têm a precisão necessária para receber os lutadores que fechar. Bowen decidiu que um radar não deve exceder 90 kg (200 kg de peso, 8 ft³ (230 L) em volume, e não requerem mais do que 500 watts de potência. Para reduzir o arrasto das antenas o comprimento de onda de operação poderá não ser muito superior a um metro, difícil para o dia de eletrônicos a. "AI" - Airborne intercepção, foi aperfeiçoado em 1940, e foi instrumental em, eventualmente, acabar com a Blitz de 1941. Bowen também equipados de radar para aeronaves de patrulha marítima (conhecido nesta aplicação como " ASV "- Air superfície do vaso) e este, eventualmente, reduziu a ameaça dos submarinos.

## Contribuição para II guerra mundial
Na sua História Inglês 1914-1945, o historiador AJP Taylor pagos a maior de louvor a Watson-Watt, Sir Henry Tizard e seus associados que desenvolveu e colocou no lugar do radar, creditando-lhes ser fundamental para a vitória na II Guerra Mundial .
Em julho de 1938 Watson-Watt deixou Bawdsey Manor e assumiu o cargo de Director de Comunicação para o Desenvolvimento (DCD-RAE). Em 1939, Sir George Lee assumiu o cargo de DCD, e Watson-Watt tornou-se conselheiro científico para as Telecomunicações (SAT) para o Ministério da Aeronáutica , que viajam para os Estados Unidos em 1941, a fim de aconselhá-los sobre as insuficiências graves dos seus esforços de defesa aérea ilustrada pelo ataque a Pearl Harbor. As suas contribuições para o esforço de guerra foram tão significativas que ele foi nomeado cavaleiro em 1942.

## Casamentos

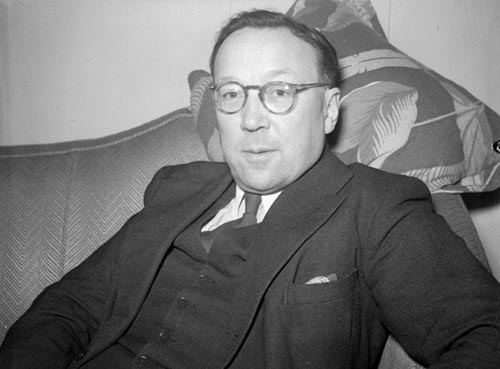
Sir Robert Alexander Watson-Watt, ca. 1944

Watt casou-se em 20 de julho de 1916, em Hammersmith, Londres com Margaret Robertson, a filha de um relator, que depois se divorciaram e ele se casou novamente em 1952 no Canadá.
Ele retornou à Escócia em 1960. Em 1966, com 72 anos de idade, propôs casar a Dame Katherine Trefusis-Forbes , que tinha 67 anos na época e também teve um papel significativo na batalha da Grã-Bretanha como a fundação Air Comandante da Força Aérea Auxiliar da Mulher , que forneceu as cooperativas sala de radar.
Eles viviam juntos em Londres, no inverno, e no "Observatório" -, Forbes 'summer Trefusis casa em Pitlochry, Perthshire , durante os meses mais quentes. Eles permaneceram juntos até sua morte em 1971. Watson-Watt morreu em 1973, aos 81 anos, em Inverness. Ambos estão enterrados no pátio da igreja em Pitlochry.